# The Diary (álbum de The Gentle Storm)
The Diary é o álbum de estreia do supergrupo holandês The Gentle Storm, formado pela vocalista Anneke van Giersbergen e o instrumentista Arjen Anthony Lucassen.
Em 10 outubro, a página oficial do Facebook do The Gentle Storm anunciou que o álbum seria formado por dois CDs com as mesmas faixas, mas em arranjos completamente diferentes. O CD 1 é "o álbum 'Suave', [...] todo acústico e folk com muitos instrumentos exóticos", enquanto que o CD 2 é "o álbum 'Tempestade', [...] um álbum totalmente de metal orquestral bombástico". O post também afirmou que haveria "muitos elementos progressivos misturados". O post convidou fãs a fazerem perguntas, e algumas respostas revelaram que o álbum seria lançado em março de 2015, que a banda continuaria caso a recepção por parte do público fosse boa o suficiente e que o conceito seria "uma história de amor histórica". Em 4 de novembro, o álbum teve seu nome e o autor da capa divulgados: Alexandra V. Bach, que também desenhou a capa de A War of Our Own, do Stream of Passion, outra banda fundada por Arjen, mas que continuou mesmo depois da saída dele.
Em 20 de janeiro de 2015, o projeto divulgou dois lyric videos para ambas as versões da faixa "Endless Sea".

## Faixas
Todas as letras escritas por Anneke van Giersbergen, todas as músicas compostas por Arjen Anthony Lucassen.
| CD1: Gentle (suave) |                                                        |         |  |
| N.º                 | Título                                                 | Duração |  |
| 1.                  | "Endless Sea" (Mar Sem Fim)                            | 5:59    |  |
| 2.                  | "Heart of Amsterdam" (Coração de Amsterdam)            | 6:36    |  |
| 3.                  | "The Greatest Love" (O Maior Amor)                     | 4:08    |  |
| 4.                  | "Shores of India" (Costa da Índia)                     | 6:40    |  |
| 5.                  | "Cape of Storms" (Cabo de Tempestades)                 | 5:28    |  |
| 6.                  | "The Moment" (O Momento)                               | 6:08    |  |
| 7.                  | "The Storm" (A Tempestade)                             | 5:56    |  |
| 8.                  | "Eyes of Michiel" (Olhos de Michiel)                   | 3:56    |  |
| 9.                  | "Brightest Light" (Luz Mais Brilhante)                 | 4:46    |  |
| 10.                 | "New Horizons" (Novos Horizontes)                      | 5:24    |  |
| 11.                 | "Epilogue: The Final Entry" (Epílogo: A Entrada Final) | 2:02    |  |
| Duração total:      | Duração total:                                         | 57:03   |  |

| CD 2: Storm (tempestade) |                                                        |         |  |
| N.º                      | Título                                                 | Duração |  |
| 1.                       | "Endless Sea" (Mar Sem Fim)                            | 5:53    |  |
| 2.                       | "Heart of Amsterdam" (Coração de Amsterdam)            | 6:37    |  |
| 3.                       | "The Greatest Love" (O Maior Amor)                     | 3:57    |  |
| 4.                       | "Shores of India" (Costa da Índia)                     | 6:24    |  |
| 5.                       | "Cape of Storms" (Cabo de Tempestades)                 | 5:32    |  |
| 6.                       | "The Moment" (O Momento)                               | 6:10    |  |
| 7.                       | "The Storm" (A Tempestade)                             | 5:58    |  |
| 8.                       | "Eyes of Michiel" (Olhos de Michiel)                   | 4:00    |  |
| 9.                       | "Brightest Light" (Luz Mais Brilhante)                 | 4:54    |  |
| 10.                      | "New Horizons" (Novos Horizontes)                      | 5:25    |  |
| 11.                      | "Epilogue: The Final Entry" (Epílogo: A Entrada Final) | 2:02    |  |
| Duração total:           | Duração total:                                         | 56:53   |  |

## Paradas
| Parada                          | Melhor posição |
| ------------------------------- | -------------- |
| Belgian Albums Chart (Flanders) | 79             |
| Belgian Albums Chart (Wallonia) | 130            |
| Dutch Album Chart               | 6              |
| French Album Chart              | 157            |
| German Album Chart              | 38             |
| UK Physical Album Chart         | 93             |
| Swiss Album Chart               | 62             |

## Músicos
The Gentle Storm
- Anneke van Giersbergen - vocal e backing vocal
- Arjen Anthony Lucassen - Guitarra, violão, baixo, baixo acústico, teclados, dulcimer

Músicos de apoio
- Johan van Stratum - baixo
- Ed Warby - bateria
- Rob Snijders - percussão
- Joost van den Broek - piano
- Ben Mathot - violino
- Maaike Peterse - violoncelo
- Hinse Mutter - contrabaixo
- Jenneke de Jonge - trompa
- Jeroen Goossens - instrumentos de sopro
- Timo Somers - solo de guitarra
- Epic Rock Choir - coral